# 馬里登 (密蘇里州)
馬里登（英語：Maryden）是位於美國密蘇里州華盛頓縣的非建制地區。

## 歷史
馬里登的郵局於1898年設立，其後於1903年停運。

## 地理
馬里登所處的海拔為高於海平面267米（即876英呎），而該地所採用的時區為UTC-6，即北美中部時區（CST）。同時該地設有夏令時間，為UTC-6調快一小時，即UTC-5（CDT）。